# Hate (còmic)
Hate és un còmic d'humor cínic semiautobiogràfic del guionista i dibuixant estatunidenc Peter Bagge. Fou publicat per primera vegada el 1990 per l'editorial Fantagraphics i ha esdevingut un dels còmics de l'underground estatunidenc més venuts. A l'estat espanyol, aquest còmic ha estat publicat per l'editorial catalana La Cúpula en la versió en castellà titulada Odio.

## Sinopsi de la sèrie
Hate explica la història de Buddy Bradley, un postadolescent semialcoholic privat del dret al vot i gandul, representant d'aquella joventut dels primers noranta anomenada "generació X". En el còmic s'explica la recerca de l'amor i de la felicitat d'aquest antiheroi al Seattle de finals del segle XX i a Nova Jersey. En tota la sèrie traspua el desencant d'aquella generació i el grunge dels noranta. El còmic és una continuació natural de The Bradleys, en què s'explicava l'adolescència de Baddy Bradley a final dels huitanta i les seues vivències amb la família: un pare poc feiner que es passa el dia bevent cervesa i mirant la televisió, una germana neuròtica, i una mare que es refugia en la religió per poder suportat tot aquell panorama familiar.